# Mirocossus
Mirocossus is een geslacht van vlinders uit de familie van de Houtboorders (Cossidae). De wetenschappelijke naam en de beschrijving van dit geslacht zijn voor het eerst gepubliceerd in 1990 door Johan Willem Schoorl.

## Soorten
- M. badiala (Fletcher D. S., 1968)
- M. chukovskyi Yakovlev, 2022
- M. haritonovi Yakovlev, 2011
- M. kibwezi Yakovlev, 2011
- M. mordkovitchi Yakovlev, 2011
- M. pittawayi Yakovlev, 2019
- M. politzari Yakovlev, 2011
- M. sinevi Yakovlev, 2011
- M. siniaevi Yakovlev, 2011
- M. sombo Yakovlev, 2011
- M. sudanicus Yakovlev, 2011